# アンデバー

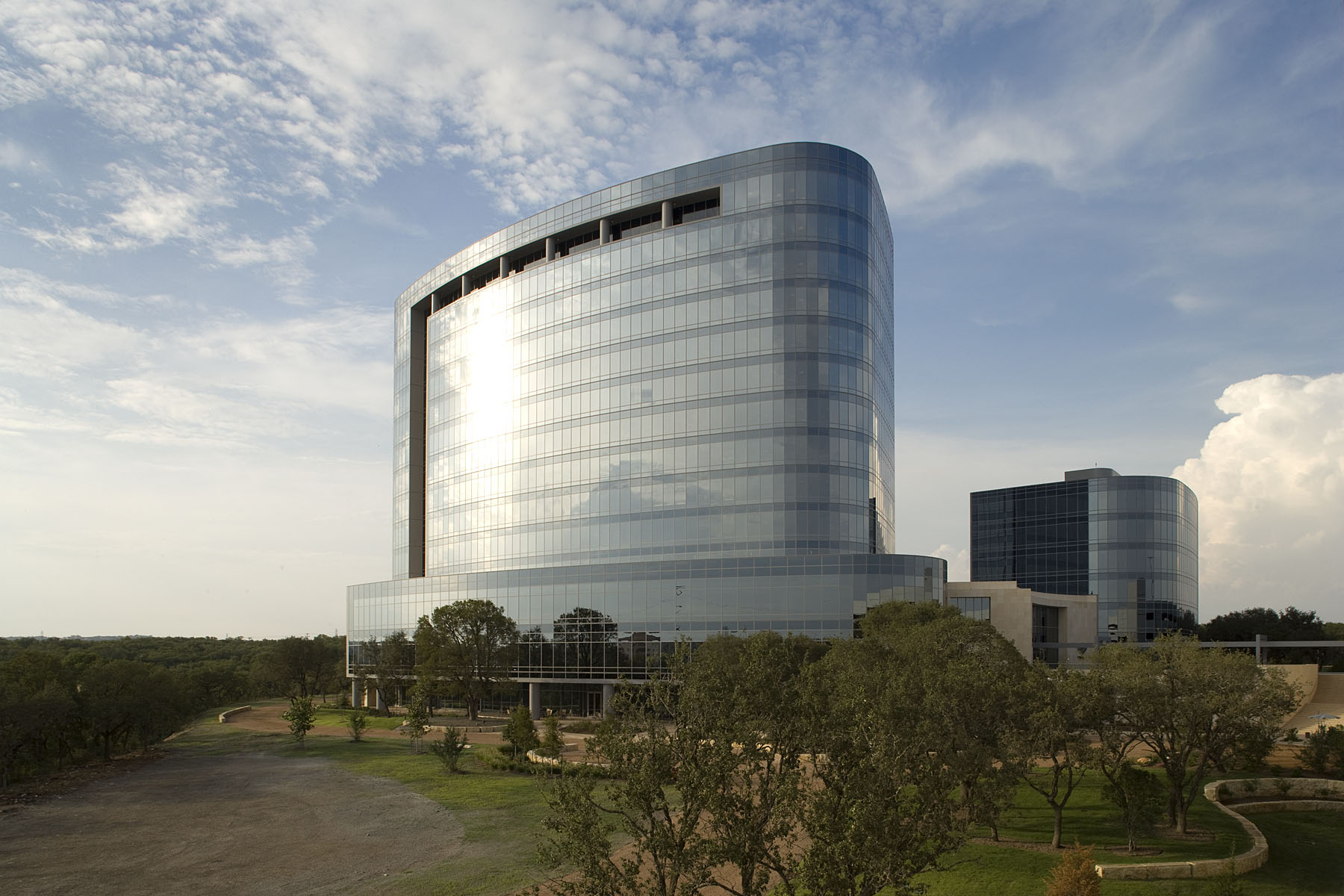
テソロ石油の本社（2009年完成）

テソロ石油（てそろせきゆ、英語: Tesoro Petroleum）はアメリカ合衆国テキサス州サンアントニオに本社を置く独立系の石油会社である。1968年に創業し、最初の製油所をアラスカ州キナイに設立し、現在米国西部に全部で6つの製油所を持ち、おもに西部で自身のガソリンスタンドも運営していて、シェル石油などに石油製品も供給している。  